# Portal nop
Portal Nop es un portal web que se dedica a dar servicio a los controladores aéreos para poder realizar su trabajo de una manera eficiente.

## Historia

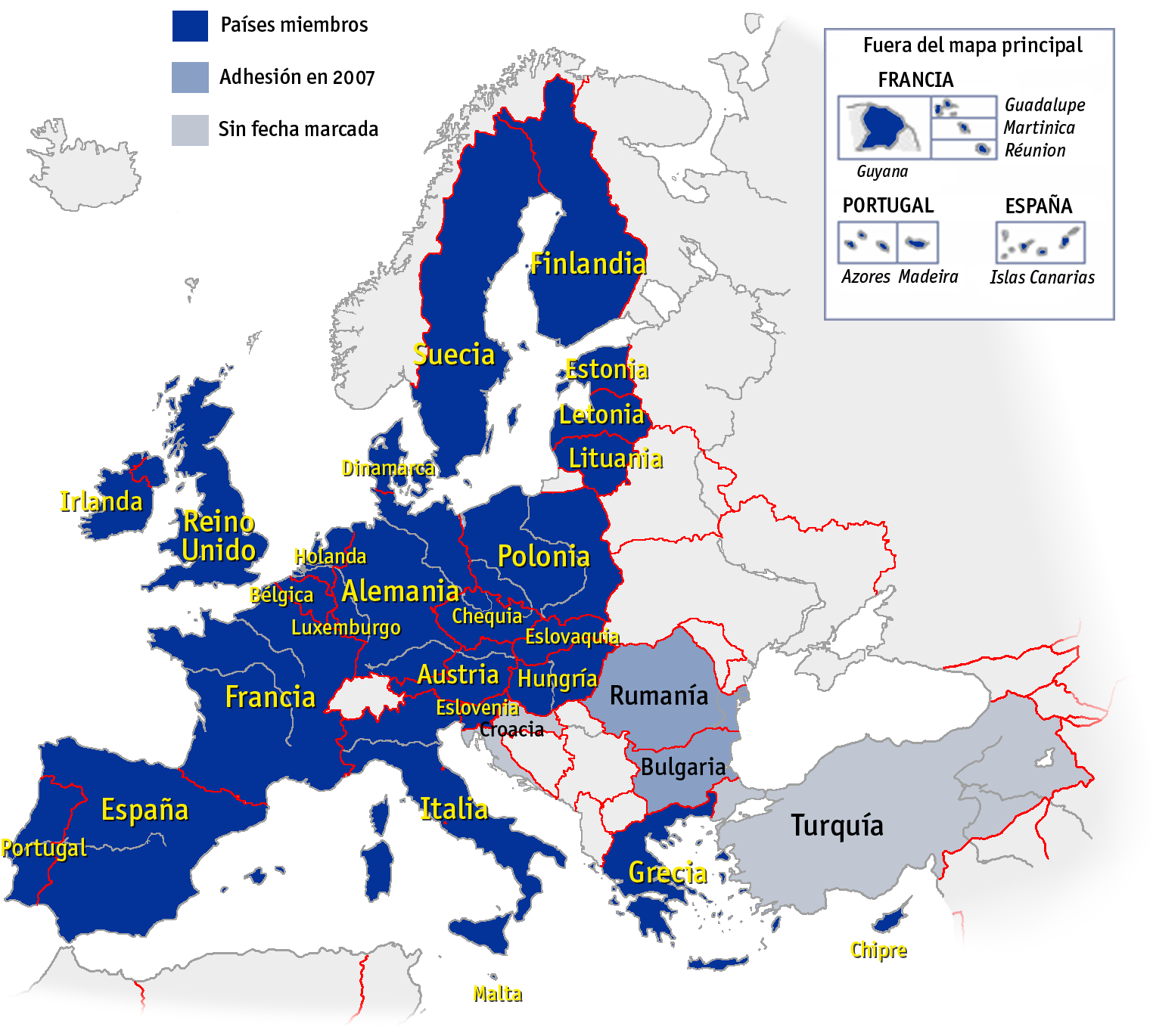
Mapa de la Unión Europea

Eurocontrol (Organización Europea para la seguridad de la Navegación Aérea) es la empresa que ayuda a todos los controladores aéreos a realizar su trabajo, y para ello se apoya de la plataforma de la que vamos a hablar.
El objetivo de esta plataforma es la de dotar a las compañías aéreas de las herramientas necesarias para la toma de decisiones en el tiempo real, poniendo a disposición de los usuarios información precisa de vientos en altura 
Esta plataforma ayuda a los controladores aéreos para poder tener todas las variables controladas para llevar su trabajo a cabo. Pero esta plataforma no solo la pueden utilizar los controladores aéreos, sino que toda persona que conozca los términos que se utilizan en esta página la puede utilizar y visitar. 
Esta página nos presenta la meteorología, la cantidad de viento, por donde puede venir el viento, lo cual esto les ayuda para saber cómo puede aterrizar los aviones. Además de informarnos donde puede haber alguna congestión de aviones en el espacio aéreo, y las rutas posibles que puede coger cada avión con los distintos destinos. 

## Objetivo
Para conseguir sus objetivos y cumplir con las tareas que tienen asignadas los controladores aéreos, cuenta con distintas plataformas en línea y otras herramientas, como por ejemplo el Portal Nop (Network Operation Portal) del cual vamos a hablar.

## Servicios
Este portal nos permite tener conocimiento del estado en tiempo real de todo el tráfico aéreo en la zona europea para conseguir una optimización de los recursos (gestión del tiempo, aerovías, rutas…). 

## Gestión
Dentro del portal, al cual puede acceder cualquier usuario, se puede encontrar diferentes apartados, entre los cuales se encuentran recursos y servicios, operaciones posteriores, y operaciones a nivel táctico, pre táctico y por último el nivel estratégico. Nos centraremos en el apartado táctico
Dentro del portal podemos acceder a un catálogo de servicios proporcionados por Eurocontrol.
A su vez en este apartado, podemos encontrar una sección en la cual nos indica las restricciones que hay en el espacio aéreo europeo, así como las distintas regulaciones y puntos congestionados.
Existe otra sección dentro del portal muy útil para configurar los sectores que va a tener que atravesar un vuelo para evitar las zonas congestionada. Nos muestra de un modo gráfico y con un código de colores las zonas saturadas y nos ofrece el tiempo de demora mínimo.  

## Meteorología
Es fundamental para una buena planificación de las rutas que van a seguir las aeronaves en vuelo, contar con una buena información meteorológica actualizada en tiempo real. Dentro del portal está disponible esta opción.